# Landeniaan
Het Landeniaan of Landenien is een verouderde naam voor een geologisch tijdperk of etage uit de stratigrafie van Noordwest-Europa. Deze etage besloeg de formaties van Hannut en Tienen, die dagzomen in de Belgische provincie Henegouwen. In de tegenwoordig gebruikte geologische tijdschaal komt het Landeniaan overeen met het bovenste deel van het Thanetien (Boven-Paleoceen) en het onderste deel van het Ypresien (Onder-Eoceen).
De naam Landenien komt van de plaats Landen en werd voor het eerst gebruikt door de Belgische geoloog André Dumont in 1839. De naam is lange tijd gebruikt in geologische tijdschalen voor het noordwesten van Europa en was daarin de bovenste etage van het Paleoceen. In 1999 werd echter besloten de overgang tussen het Paleoceen en Eoceen te verleggen naar een wereldwijd teruggevonden anomalie in δ13C-waarden. Deze anomalie wordt geassocieerd met een plotselinge opwarming van het klimaat, die tegenwoordig het Paleocene-Eocene Thermal Maximum wordt genoemd. Ze ligt onder in de Formatie van Hannut, zodat het Landeniaan volgens de nieuwe definitie half in het Eoceen, half in het Paleoceen valt. Daarom is gekozen het Landeniaan uit de tijdschaal te verwijderen en in plaats daarvan de in Engeland gedefinieerde etage Thanetien te gebruiken.
De naam van Landen wordt tegenwoordig binnen de geologie dan wel niet meer als tijdsaanduiding gebruikt, men noemt de betreffende gesteentelagen nog wel naar de plaats. In de Belgische lithostratigrafie bestaat de Landen Groep, in Nederland de Formatie van Landen. De definities van deze twee eenheden verschillen overigens.